# Programma Ranger
Il Programma Ranger fu una serie di missioni spaziali senza equipaggio umano effettuate dagli Stati Uniti nel quadriennio 1961 - 1965 con l'obiettivo di ottenere immagini di alta qualità della superficie lunare. Le sonde Ranger erano progettate per impattare con la Luna.
Le sonde furono originariamente progettate, all'inizio del 1959, in tre distinte fasi, chiamate "blocchi", ogni blocco aveva obiettivi specifici e progressivamente un maggiore avanzamento tecnologico. Furono previsti diversi lanci per ciascun blocco, per ottimizzare l'esperienza dei tecnici ed assicurare almeno un volo di successo. Tutto il programma costò 170 milioni di dollari.

## Le sonde Ranger
Ogni sonda Ranger possedeva sei telecamere, sostanzialmente uguali ma con differenti focali, tempi d'esposizione, lenti ecc. Erano suddivise in due canali, P (parziale) e F (Full). Ogni gruppo aveva dei generatori di corrente dedicati, timer e trasmittenti. Il canale P aveva 4 telecamere: P1 e P2 ad angolo stretto, P3 e P4 grandangoli. L'ultima immagine ripresa dal canale F era effettuata da 5 a 2,5 secondi prima dell'impatto (da circa 5 km di altezza), mentre l'ultima ripresa dal canale P era eseguita da 0,4 a 0,2 secondi prima della collisione.

## Lista delle missioni

### Missioni del blocco 1

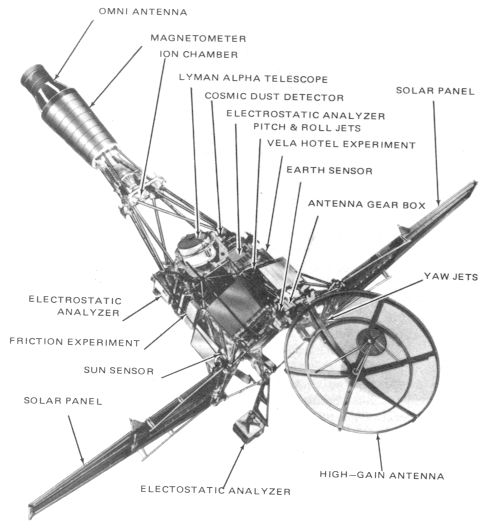
Diagramma delle sonde Ranger del blocco 1. (NASA)

- Ranger 1, lancio 23 agosto 1961, prototipo lunare, lancio fallito.
- Ranger 2, lancio 18 novembre 1961, prototipo lunare, lancio fallito.

Il blocco 1 consisteva in due sonde prototipo da immettere in orbita di parcheggio terrestre e successivamente da inviare verso la Luna, equipaggiate di tutto punto, servivano anche per testare il connubio Atlas-Agena.
Gran parte delle tecnologie che oggi vengono normalmente utilizzate nelle missioni spaziali non erano mai state testate prima del Programma Ranger. Probabilmente la più importante di queste fu il controllo di assetto a tre assi, necessario per poter puntare in maniera corretta una navicella verso la sua meta, o per indirizzare dei pannelli solari verso il sole. Una nuova sfida tecnologica fu rappresentata anche dal sistema di razzi installati a bordo delle sonde, necessario per le minime correzioni necessarie per non mancare la Luna.
Ovviamente fu necessario sviluppare il sistema di comunicazione tra la sonda e il centro di comando, come fu necessario progettare dei computer che avrebbero controllato la navicella e ricevuto istruzioni dalla Terra, tutte cose che fino a quel momento non erano mai state tentate. Sfortunatamente i primi due lanci furono un fallimento, anche se successivamente la tecnologia alla base del Ranger 1 fu utilizzata per le sonde interplanetarie Mariner 1 e Mariner 2.

### Missione del blocco 2

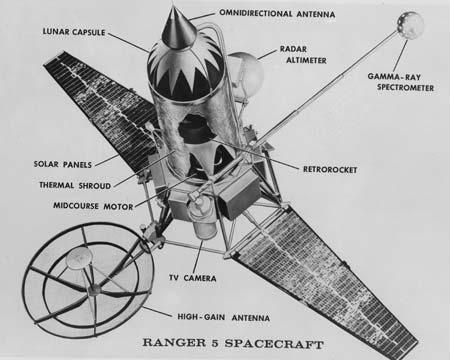
Diagramma delle sonde Ranger del blocco 2. (NASA)

- Ranger 3, lancio 26 gennaio 1962, sonda lunare, malfunzionamento, mancò la Luna.
- Ranger 4, lancio 23 aprile 1962, sonda lunare, malfunzionamento, impatto.
- Ranger 5, lancio 18 ottobre 1962, sonda lunare, malfunzionamento, mancò la Luna.

Il blocco 2 prevedeva tre sonde lanciate nel 1962, avevano a bordo telecamere, un rilevatore di radiazioni e un sismografo in una capsula separata da rilasciare prima dell'impatto. Le tre missioni misero in risalto il buon funzionamento del razzo vettore e la buona progettazione delle navicelle, ma la fortuna non accompagnò questi lanci. Ranger 3 finì nello spazio profondo per un errore di rotta, Ranger 4 ebbe un lancio perfetto, ma la sonda non funzionò per nulla e Ranger 5 mancò il suo bersaglio.
Si scoprì in seguito che la causa di questi fallimenti fu un malfunzionamento di un diodo utilizzato nei circuiti elettrici della navicella, il quale aveva problemi a lavorare nello spazio.

### Missione del blocco 3

Diagramma delle sonde Ranger del blocco 3. (NASA)

- Ranger 6, lancio 30 gennaio 1964, sonda lunare, impatto, malfunzionamento telecamere.
- Ranger 7, lancio 28 luglio 1964, sonda lunare, successo.
- Ranger 8, lancio 17 febbraio 1965, sonda lunare, successo.
- Ranger 9, lancio 21 marzo 1965, sonda lunare, successo.

Le sonde del blocco 3 furono lanciate nel biennio 1964 - 1965. Possedevano un sistema di ripresa più avanzato, che veniva attivato solo quando la macchina raggiungeva la Luna, le telecamere erano in grado di fornire immagini molto più dettagliate rispetto a quelle ottenute da telescopi a terra. La prima della serie, Ranger 6, ebbe un volo senza problemi ma non funzionò il sistema televisivo e non furono riprese immagini.
Le rimanenti tre sonde ebbero il sistema televisivo riprogettato e furono un successo. Ranger 7 rinvio sulla terra 4.300 foto che misero in risalto il suolo completamente craterizzato della luna. Ranger 8 raccolse ben 7.000 immagini prima di impattare col il suolo. Ranger 9 impattò nel cratere Alphonsus e raccolse 5.800 foto.
Così, dopo tre voli perfetti, si concluse il Programma Ranger, che aveva permesso agli scienziati di sviluppare la tecnologia spaziale necessaria per le prossime missioni.